# 桑特纳克杜斯特
桑特纳克杜斯特（法語：Sentenac-d'Oust，法語發音：[sɛ̃tnak dust]）是法国阿列日省的一个市镇，位于该省西南部，属于圣日龙区。

## 地理
桑特纳克杜斯特（42°52'33"N, 1°10'41"E）面积18.38 平方千米，位于法国奧克西塔尼大區阿列日省，该省份为法国西南部内陆省份，西部和北部与上加龙省接壤，东临奥德省，东南至东比利牛斯省接壤，南与安道尔和西班牙接壤。
与桑特纳克杜斯特接壤的市镇（或旧市镇、城区）包括：阿洛、贝特马勒、塞克斯、苏埃克斯-罗加勒。

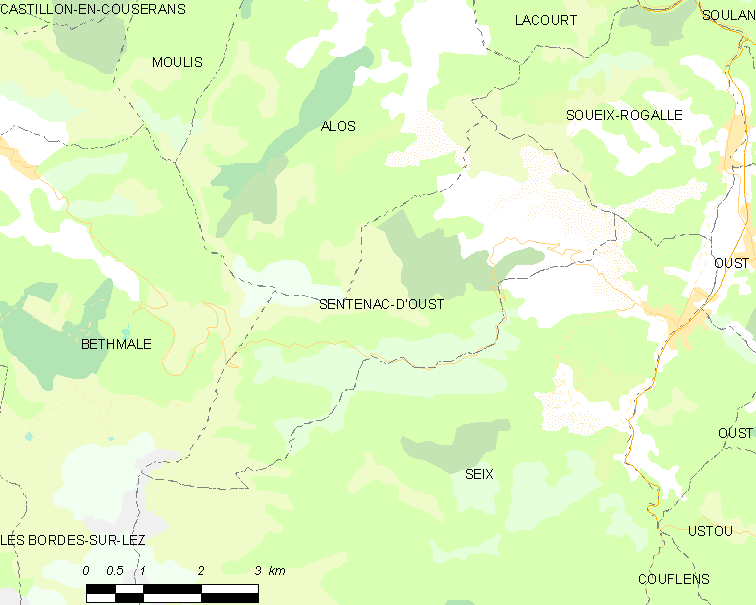
桑特纳克杜斯特的OSM定位图

桑特纳克杜斯特的时区为UTC+01:00、UTC+02:00（夏令时）。

## 行政
桑特纳克杜斯特的邮政编码为09140，INSEE市镇编码为09291。

## 政治
桑特纳克杜斯特所属的省级选区为库斯朗东县。

## 人口

1962-2008年间桑特纳克杜斯特人口变化图示

桑特纳克杜斯特于2022年1月1日时的人口数量为105人。